# Ampudia
Ampudia là một đô thị trong tỉnh Palencia, Castile và León, Tây Ban Nha. Theo điều tra dân số 2004 (INE), đô thị này có dân số là 677 người.

## Links
- Información, Historia y Fotografías de Ampudia. Lưu trữ ngày 11 tháng 4 năm 2008 tại Wayback Machine (tiếng Tây Ban Nha)